# All This and Rabbit Stew
All This and Rabbit Stew és un curtmetratge d'animació de Merrie Melodies dirigit per Tex Avery, produït per Leon Schlesinger Productions, i estrenat el 20 de setembre de 1941 per Warner Bros. Pictures i The Vitaphone Corporation. És protagonitzat per Bugs Bunny i un caçador afroamericà.
Actualment el curtmetratge es troba autocensurat a causa del seu contingut racista. El seu copyright no va ser renovat i ara es troba en domini públic.

## Argument
Un caçador negre es passeja per un bosc. Descobreix el cau de Bugs Bunny. Després d'intentar atreure el conill, el caçador intenta desallotjar-lo amb una ventosa, però Bugs li fa pessigolles i aconsegueix escapar-se i l'atreu a una gruta on un viu os. Després d'una llarga persecució amb tirs de l'escopeta del caçador, Bugs li enganya amb un tronc fent-lo caure per un precipici (aquesta escena és similar a altra de The Big Snooze). Aquest reapareix furiós i Bugs decideix calmar-lo jugant als daus darrere un matoll. Al final, Bugs guanya tot el que posseeix el caçador i surt vestit amb la seva roba, cantant i imitant el seu pas lànguid.